# Národní muzeum Andreje Šeptyckého ve Lvově
Národní muzeum Andreje Šeptyckého ve Lvově (ukrajinsky: Національний музей у Львові імені Андрея Шептицького) je muzeum věnované ukrajinské kultuře v západoukrajinském městě Lvov. Založil ho roku 1905 arcibiskup Andrej Šeptyckyj, jehož jméno od roku 1991 nese. Původně vzniklo jako církevní muzeum. Dnes jde o největší ukrajinské umělecké muzeum, má mimořádně bohatou sbírku ikon (4000 kusů) a lidového umění. Významná je ovšem i sbírka umění moderního, v níž nechybí díla Alexandera Archipenka, Mykoly Pymoněnka, Nikifora Krynického, Tarase Ševčenka, Tetiany Jablonské, Mychailo Bojčuka ad. Muzeum vlastní i sochy českého umělce Jana Jiřího Pinsela. Knihovna obsahuje 30 tisíc svazků, mezi nimi řadu prvotisků a vzácných rukopisů. Celkem muzeum schraňuje 100 tisíc položek. Prvním ředitelem byl Ilarion Sviencitsky, vedl muzeum až do roku 1952. Po jeho odchodu bylo komunistickými orgány zkonfiskováno přes 2000 objektů jako ideologicky závadných, mnoho z nich bylo nenávratně ztraceno. Některé sbírky (archeologické, numismatické apod.) byly poslány do jiných, specializovaných muzeí. Od roku 1909 mělo muzeum přízvisko "národní", ovšem v letech 1939-1990 se nazývalo Lvovské muzeum ukrajinského umění. Po pádu komunismu byla muzeu přiřknuta budova bývalého Leninova muzea na třídě Svobody. Po ruské invazi na Ukrajinu v roce 2022 byly nejvzácnější exponáty ukryty.